# Гемангиобласт
Гемангиобласт — плюрипотентная стволовая клетка, которая может дифференцироваться через стадию клетки гемогенного эндотелия либо в плюрипотентную гемопоэтическую стволовую клетку — гемоцитобласт, либо в стволовую клетку эндотелия кровеносных сосудов — ангиобласт. Так, например, у мышиного эмбриона появление первых «кровяных островков», содержащих гемангиобласты, в желточном мешке отмечается начиная с 7-го дня эмбрионального развития. Именно в этих «кровяных островках», состоящих из гемангиобластов, происходит первичный эмбриональный гемопоэз и ангиогенез. Из этих кровяных островков в скором времени формируются гемопоэтические клетки и сосуды. Гемангиобласты и являются первичными стволовыми эмбриональными клетками, формирующими эти «кровяные островки». На сегодняшний день гемангиобласты идентифицированы у эмбрионов человека, мыши и рыбки данио-рерио.
Гемангиобласты были впервые выделены из культур эмбриональных клеток. Затем было показано, что их развитием и дифференцировкой можно управлять при помощи цитокинов, заставляя их дифференцироваться либо по гемопоэтическому, либо по эндотелиальному пути развития. Также было показано, что эти ранние «пре-эндотелиальные/пре-гемопоэтические» клетки-предшественники, в свою очередь, возникают в эмбрионе из ещё более ранних клеток-предшественников, так называемых «прегемангиобластов», а те — из первичной мезодермы, и что экспрессия CD34, поверхностного антигена гемопоэтических/эндотелиальных стволовых клеток, начинается ещё на стадии прегемангиобласта, на стадии рекрутирования клеток первичной мезодермы в гемангиобластный путь развития. Позднее было обнаружено, что гемангиобласты в небольших количествах присутствуют не только в эмбриональных и фетальных, но и в постнатальных тканях, в том числе у новорождённых, детей, подростков, взрослых и даже у пожилых людей, хотя их количество со временем уменьшается.

## Исторические сведения
Гипотеза о существовании гемангиобластов как особого подвида клеток, из которых развиваются как гемопоэтические (кроветворные) клетки, так и клетки эндотелия сосудов, была впервые предложена в 1900 году Вильгельмом Хисом-младшим. Впервые серьёзные основания предполагать существование гемангиобластов как особого типа клеток, из которых развиваются как клетки красного кровяного ростка, так и клетки сосудов, дали наблюдения Флоренс Сабин в 1917 году. Флоренс Сабин обратила внимание на весьма близкое совпадение как в пространстве, так и во времени момента появления в желточном мешке куриного эмбриона первых кровеносных сосудов и красных кровяных клеток. В 1932 году, подтвердив наблюдения, ранее сделанные Флоренс Сабин, Мюррей предложил для этих клеток термин «гемангиобласт».
Гипотеза о существовании «бипотентной» клетки-предшественника, которая может стать либо гемопоэтической стволовой клеткой (гемоцитобластом), либо эндотелиальной стволовой клеткой (ангиобластом) дополнительно подтверждается тем, что эндотелиальные клетки и гемопоэтические клетки имеют много общих или совпадающих клеточных маркеров, включая такие, как FLK1, VEGF, CD34, SCL, GATA2, RUNX1 и PECAM-1. Более того, было показано, что нарушение синтеза и экспрессии FLK1 в развивающемся эмбрионе приводит к исчезновению (невозможности развития) как гемопоэтических клеток, так и эндотелиальных клеток сосудов.

## Изоляция гемангиобластов в культуре клеток
В 1997 году Кеннеди из лаборатории Гордона Келлера впервые сумел изолировать и культивировать in vitro эквиваленты гемангиобластов. Исследователь назвал эти клетки «бластными колониеобразующими единицами» или «бластными колониеобразующими клетками» (BL-CFU, BL-CFC, БЛ-КОЕ, БЛ-КОК). Используя агрегаты (скопления) дифференцирующихся ранних эмбриональных стволовых клеток мышиного эмбриона, так называемые «эмбриоидные тельца», авторы этого исследования сумели найти, показать на временной диаграмме дифференцировки клеток (англ. differentiation timeline) и выделить в культуре группу клеток с общими свойствами, появляющуюся непосредственно перед появлением гемопоэтических стволовых клеток. Далее авторам удалось показать, что в присутствии «правильного» набора химических сигналов (цитокинов) определённое подмножество этих клеток оказывается способным дифференцироваться в те или иные линии гемопоэтических клеток. В дополнение к этому, другая группа авторов из той же лаборатории сумела показать, что при другом наборе внешних воздействующих сигналов те же самые клетки могут дифференцироваться в эндотелиальные клетки.
В 2004 году наличие гемангиобластов в развивающемся мышином эмбрионе было продемонстрировано in vivo Хьюбером из той же лаборатории Келлера. Хьюбер сумел выделить эти клетки и культивировать их непосредственно из развивающегося мышиного эмбриона. Он показал, что они развиваются из задней части примитивной первичной полоски мезодермы гаструлирующего (то есть доросшего до стадии гаструлы) эмбриона. С помощью метода предельных разведений авторы этого исследования сумели показать, что образующиеся в результате дальнейшей дифференцировки выделенных ими клеток гемопоэтические и эндотелиальные клетки имели общее клональное происхождение (то есть общего предка). Это доказывает, что те клетки, которые они успешно выделили из развивающегося мышиного эмбриона — это действительно гемангиобласты, то есть те самые гипотетические «общие предки» гемопоэтических и эндотелиальных клеток.

## Гемангиобласты у взрослых
В настоящее время накапливается всё больше данных о наличии гемангиобластов у взрослых. При этом гемангиобласты могут находиться как резидентно в костном мозге, так и циркулировать в небольших количествах в кровеносном русле, где они могут давать начало как кроветворным клеткам, так и клеткам эндотелия сосудов. Эти клетки экспрессируют одновременно CD34 и CD133. Считается, что эти циркулирующие гемангиобласты, скорее всего, происходят из костного мозга, и могут даже происходить от гемопоэтических стволовых клеток (то есть от гемоцитобластов) путём своего рода «обратной дифференцировки» или «раздифференцировки» (дифференцировки в «обратном направлении»).
Количество циркулирующих в крови гемангиобластов, наряду с количеством других циркулирующих клеток-предшественников (гемоцитобластов и более поздних), резко увеличивается в фазе восстановления после химиотерапии, а также после стимуляции колониестимулирующими факторами. Это используется при трансплантации гемопоэтических стволовых клеток, при которой донор проходит процедуру мобилизации стволовых клеток в периферический кровоток при помощи введения колониестимулирующих факторов и затем процедуру сбора CD34-положительных стволовых клеток (а в случае аутологичной трансплантации у больных с лейкозами и лимфомами, когда пациент служит донором для самого себя, введению колониестимулирующих факторов ещё и предшествует специально разработанная «мобилизующая» химиотерапия, достаточно высокодозная, чтобы вызвать выраженную мобилизацию стволовых клеток в фазе восстановления и одновременно прибить по возможности больше злокачественных клеток, но в то же время достаточно щадящая и по дозам и по подбору препаратов, чтобы не вызвать массовую гибель самых ранних стволовых клеток, которые надо собрать).